# لیمز بریتانیکوس

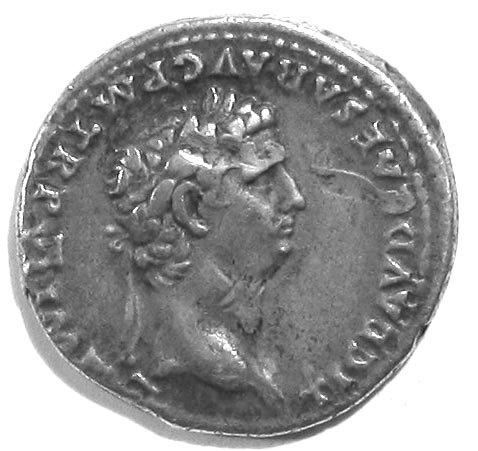
کلودیوس

مسیرهای اصلی حمل و نقل در بریتانیا در اواسط قرن دوم میلادی

مرز امپراتوری روم در انگلیس بعضاً لیمز بریتانیکوس ("بریتانیا لیمس") توسط نویسندگان برای مرزها، از جمله استحکامات و خاکریز های دفاعی ، که برای محافظت از بریتانیای رومی ساخته شده اند، طراحی شده است (اصطلاح Limes عمدتاً و در اصل برای مرزهای رومی در استانهای آلمان استفاده می شد). این دفاع ها از سده های اول تا پنجم میلادی وجود داشته که از طریق قلمرو امروزی انگلیس، اسکاتلند و ولز عبور میکردند.

## نگارخانه

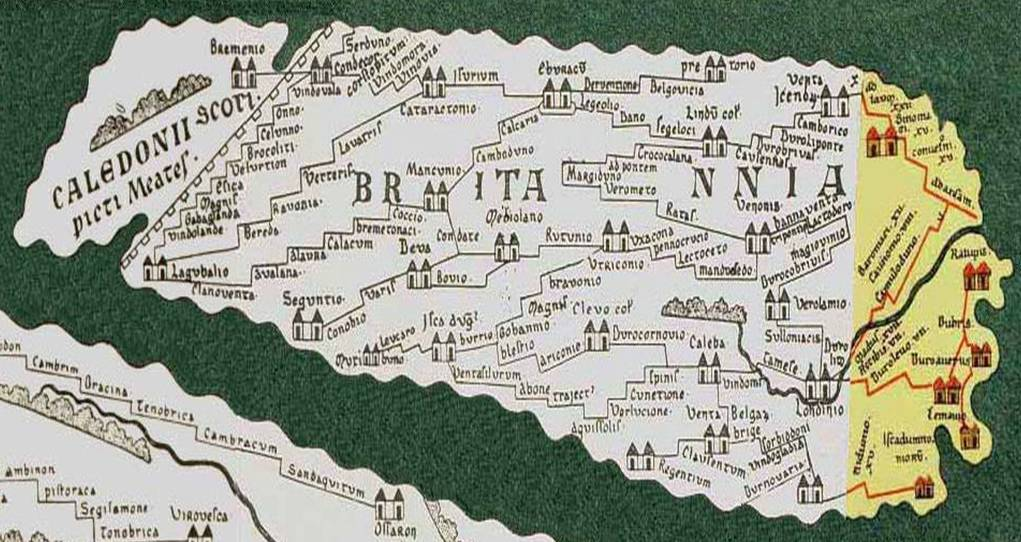
از بریتانیا در تبیولا پیتینگریانا، تنها بخش برجسته زرد زنده مانده است، بقیه در سال 1887 توسط کنراد میلر اضافه شد.
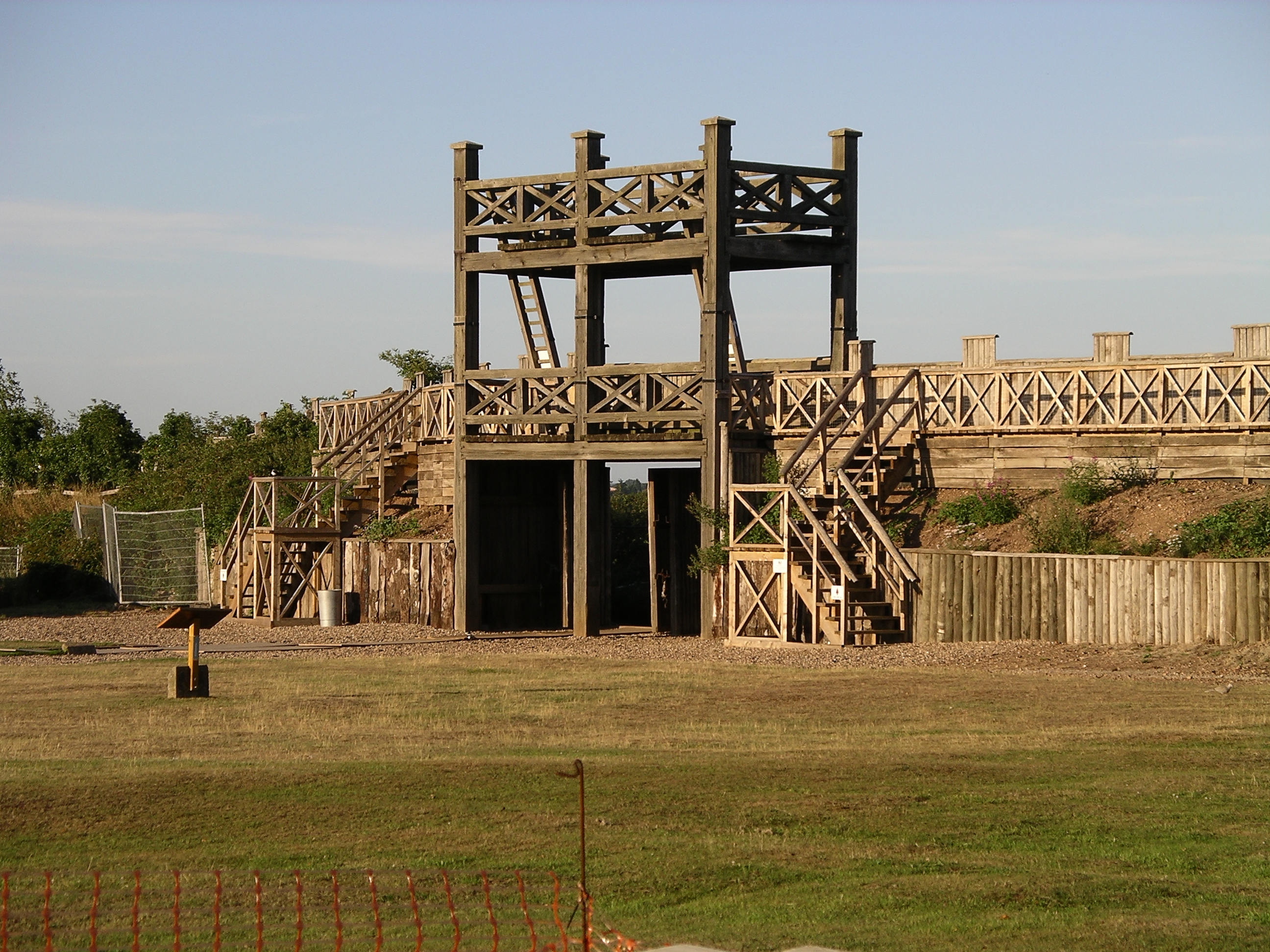
میدلندز: بازسازی دروازه اصلی اردوگاه چوب و زمین لانت
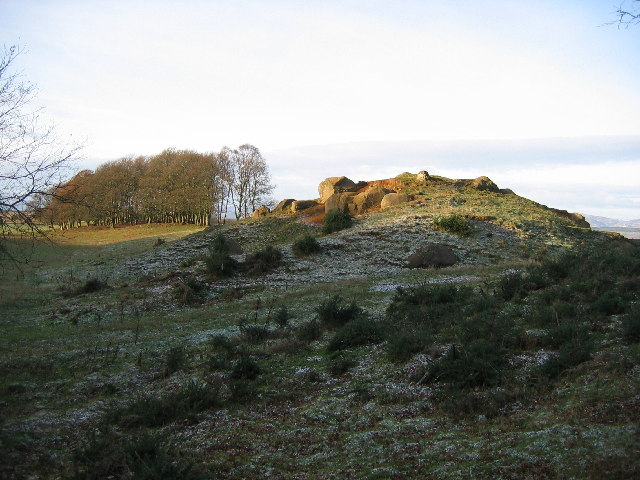
شمال: بقایای یک برج دیدبانی رومی در Gask Ridge
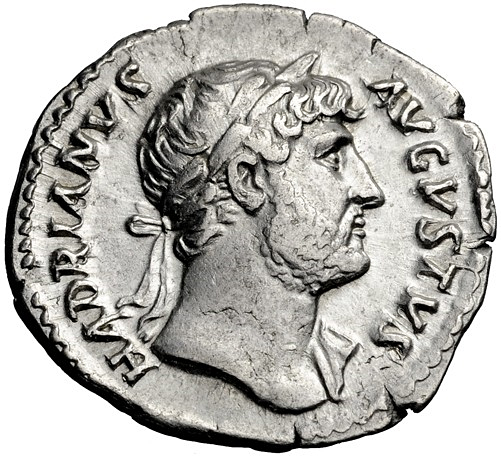
هادریان
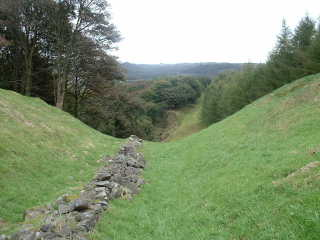
شمال: دیوار آنتونین در بار هیل بین تویچار و کروی
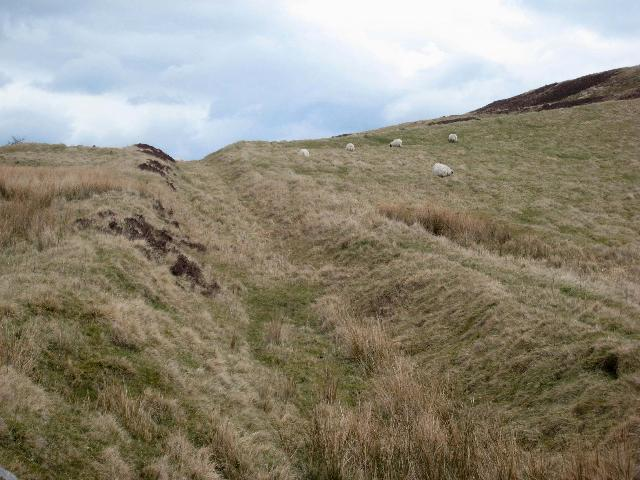
شمال از: Stanegate نزدیک Vindolanda
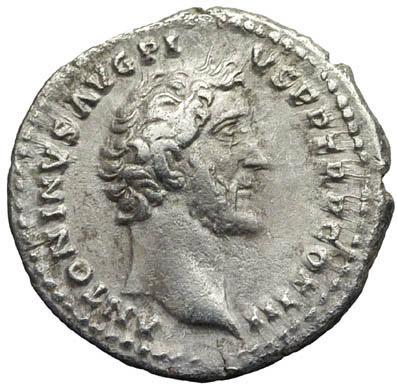
آنتونینوس پیوس
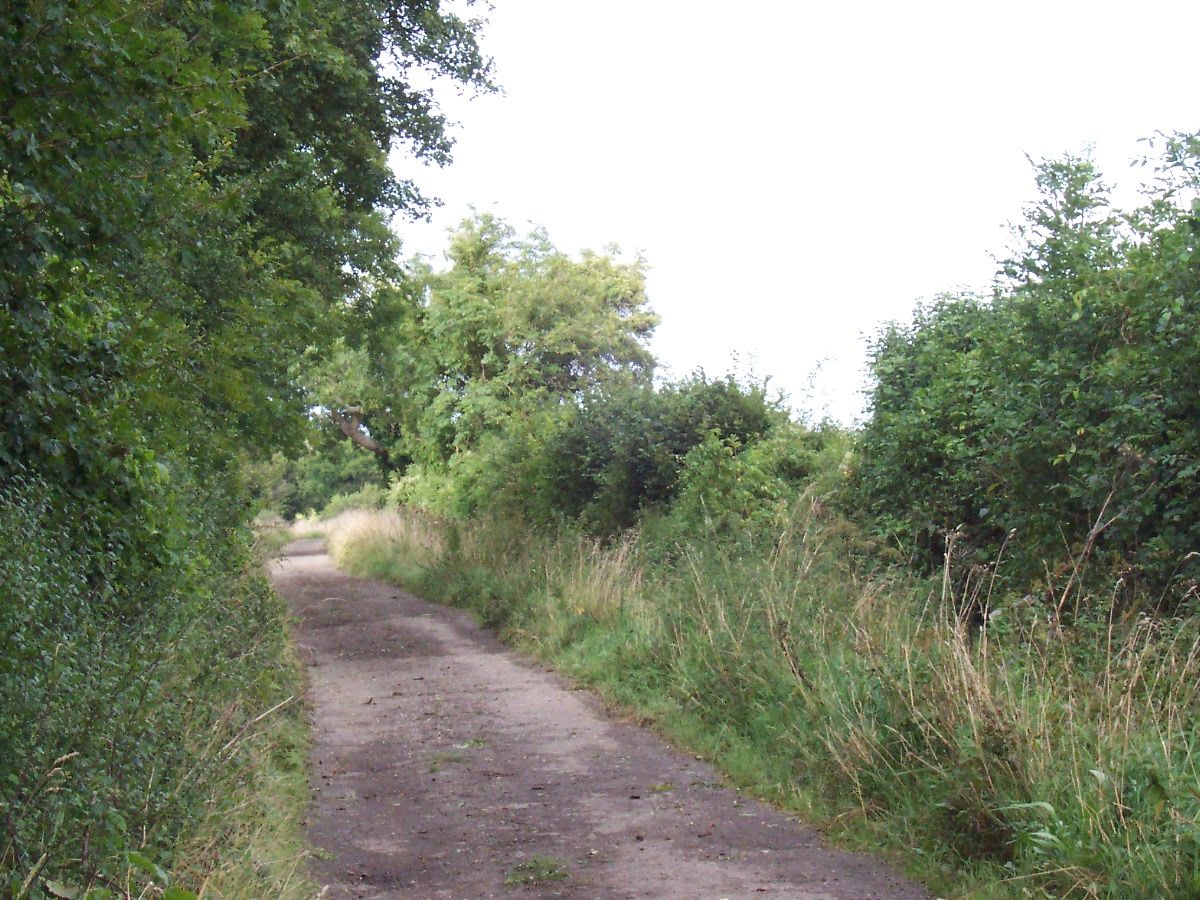
بخش راه Fosse (جاده کنار شمال M4)
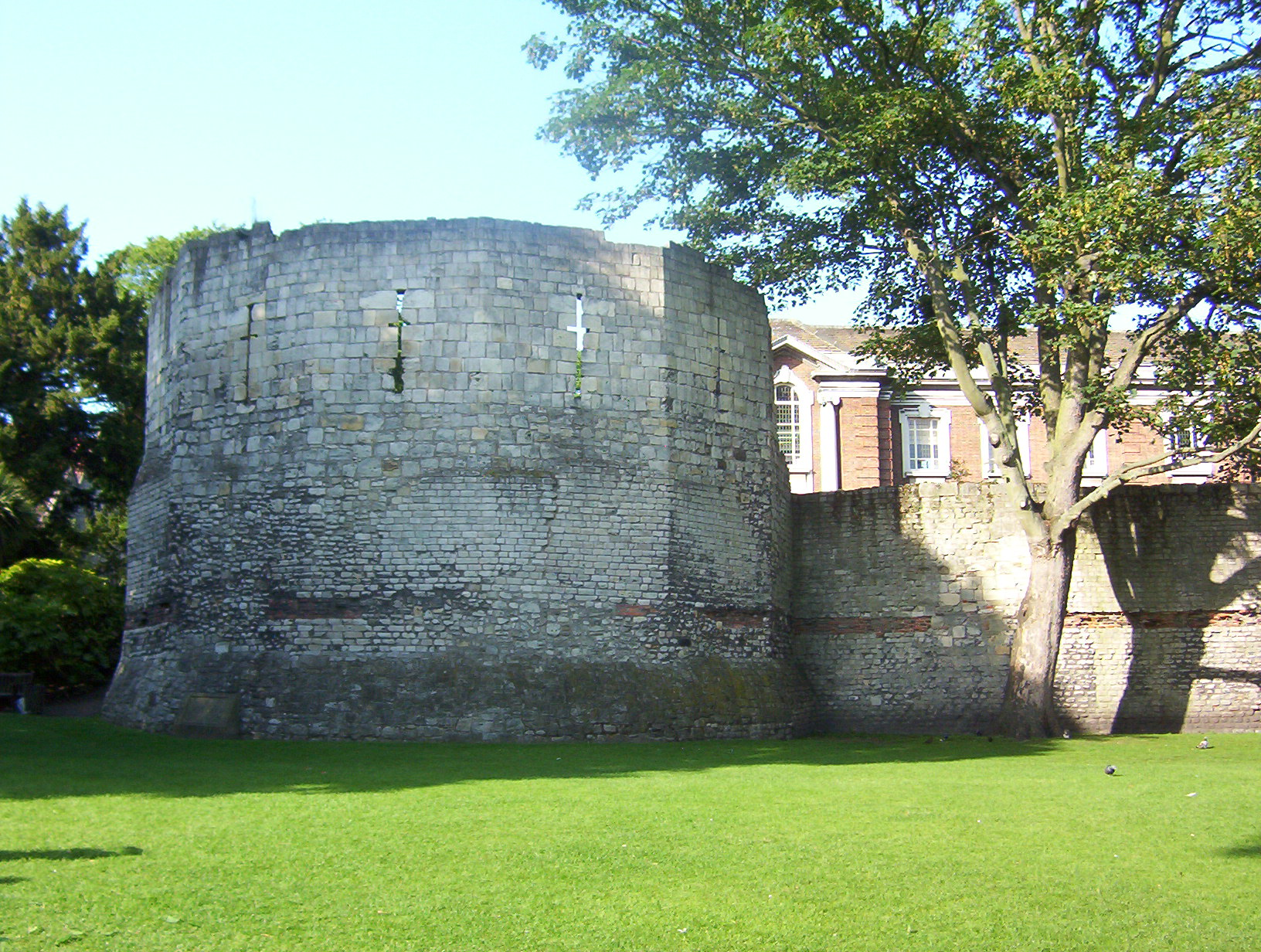
شمال: برج گوشه ای از اواخر دوره باستان در دیوار غربی اردوگاه لژیون در Eburacum
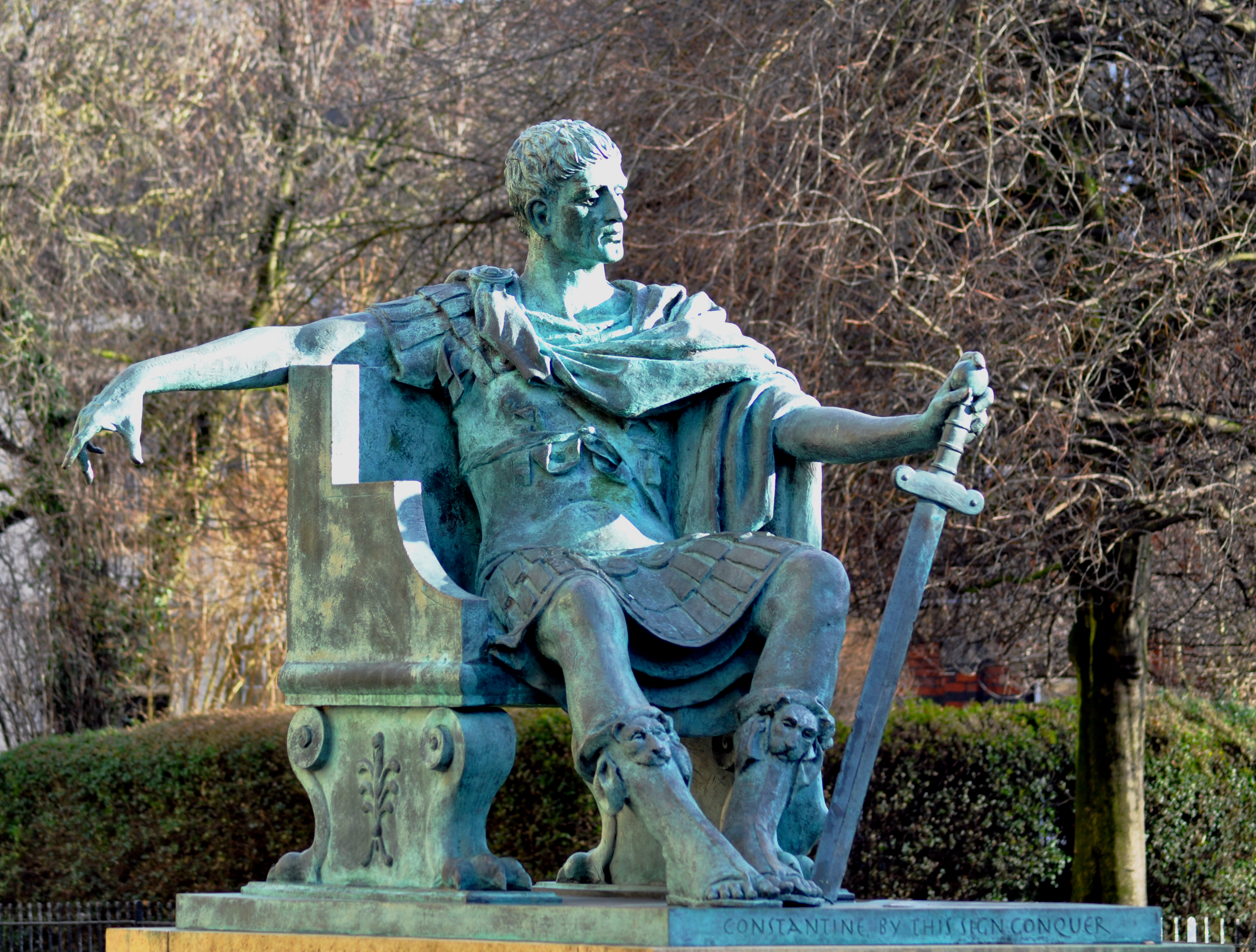
مجسمه کنستانتین اول در یورک
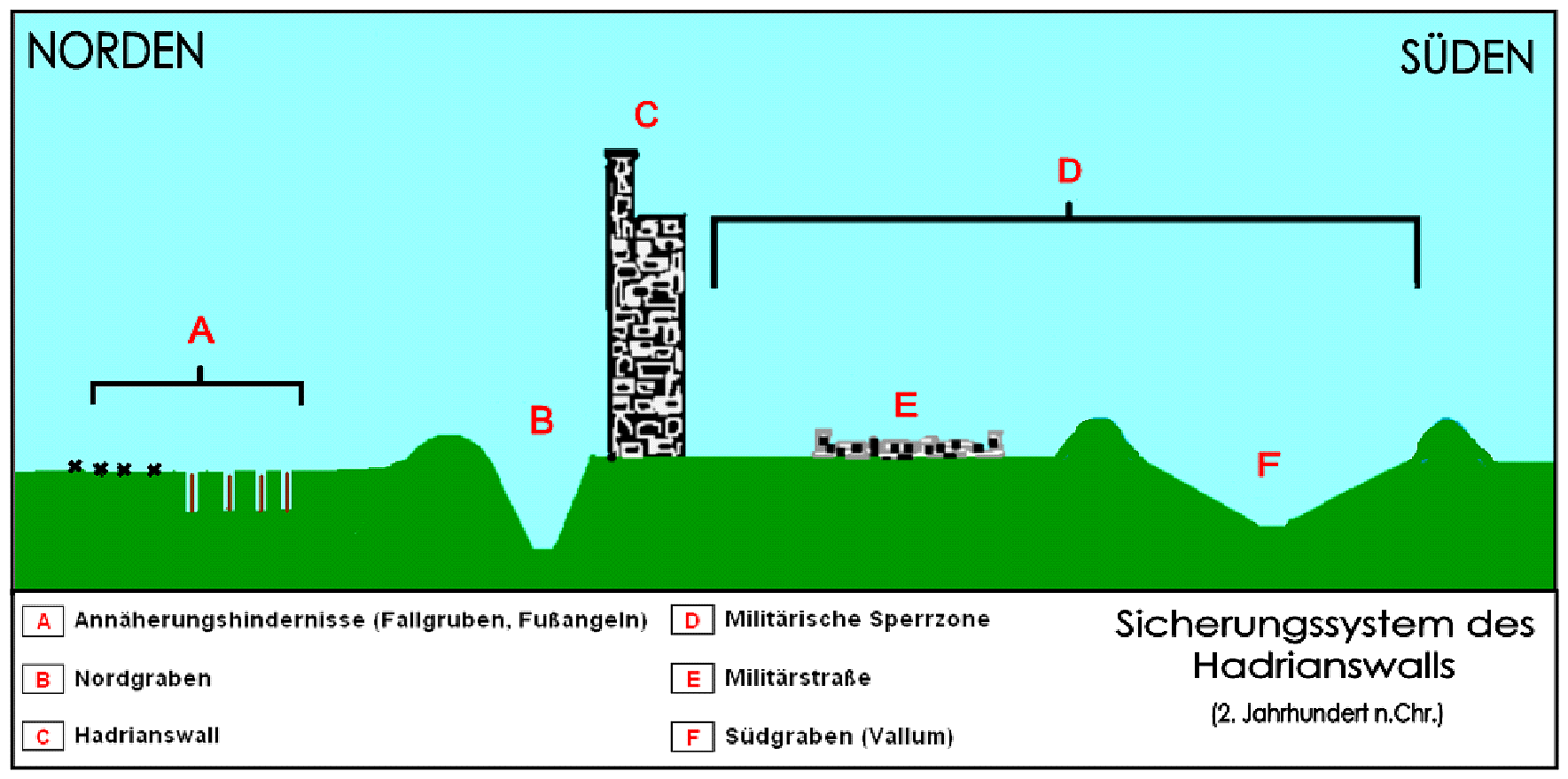
شمال: بخش از استحکامات دیوار هادریان
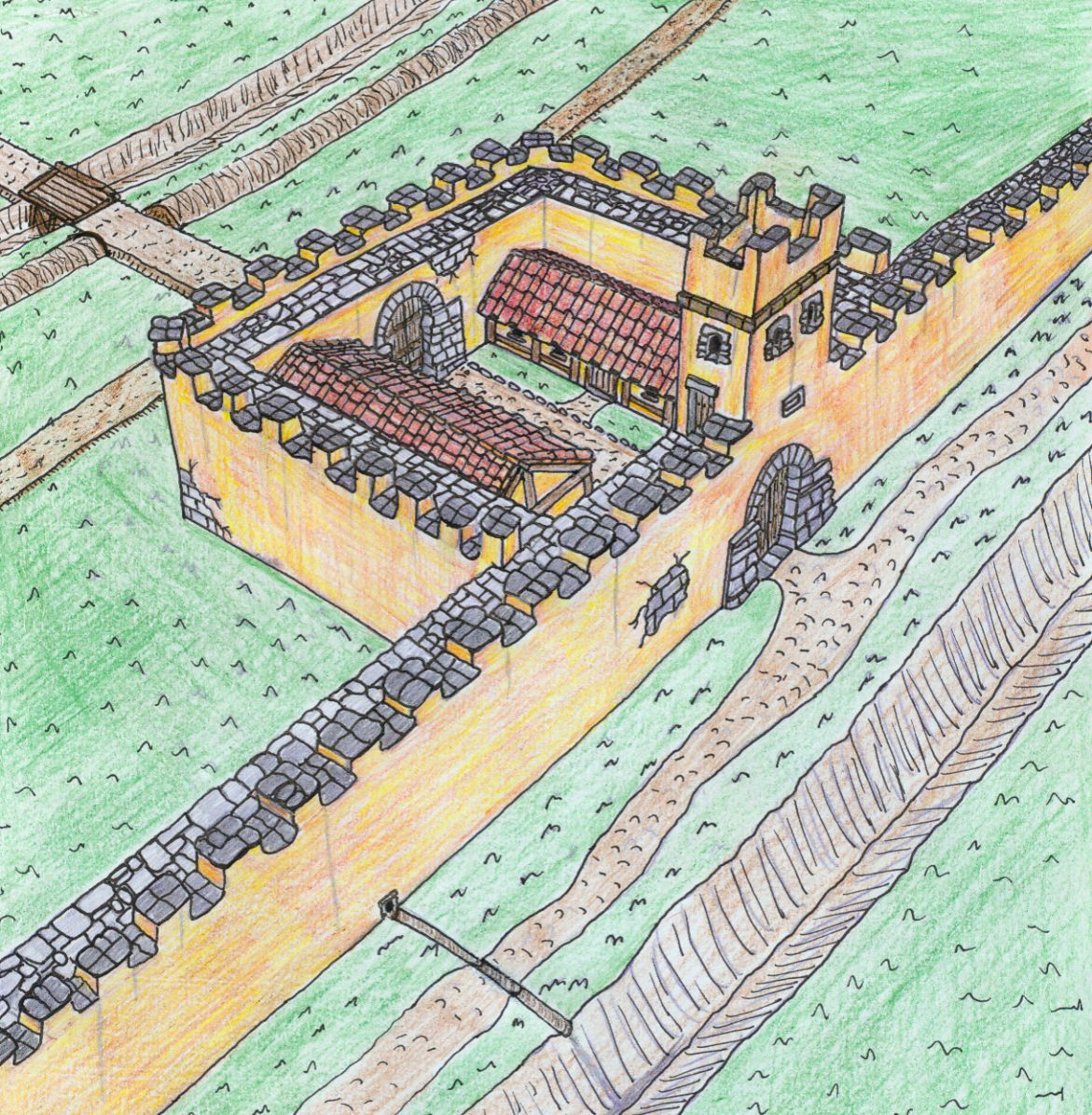
شمال: تصور هنرمند از قلعه ( جنگل بزرگ ) در دیوار هادریان
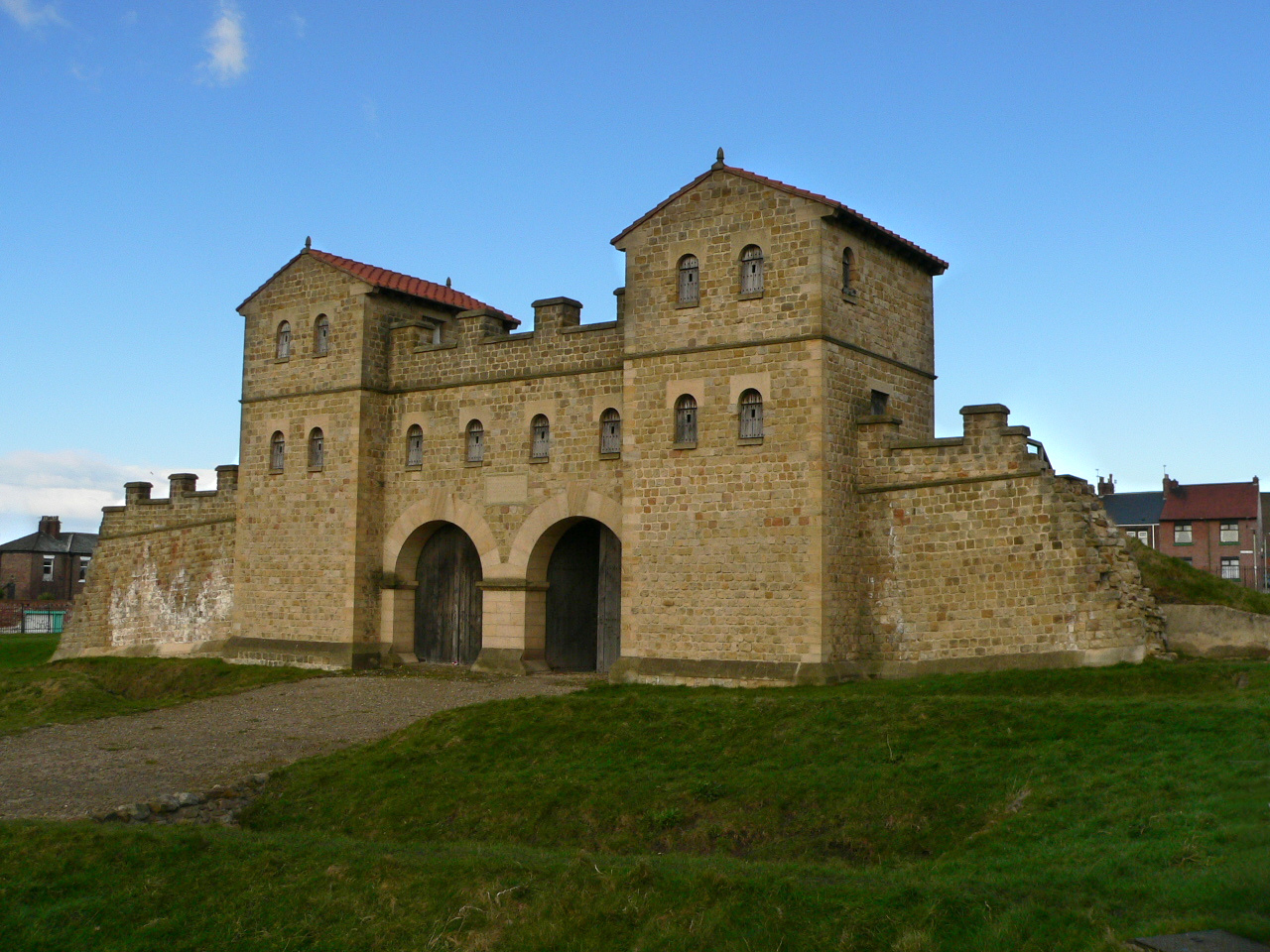
شمال: بازسازی دروازه غربی اربعین
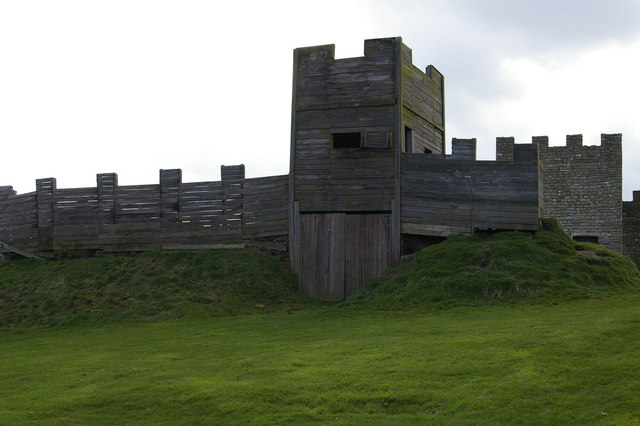
شمال: برج چوبی بازسازی شده در ویندولاندا
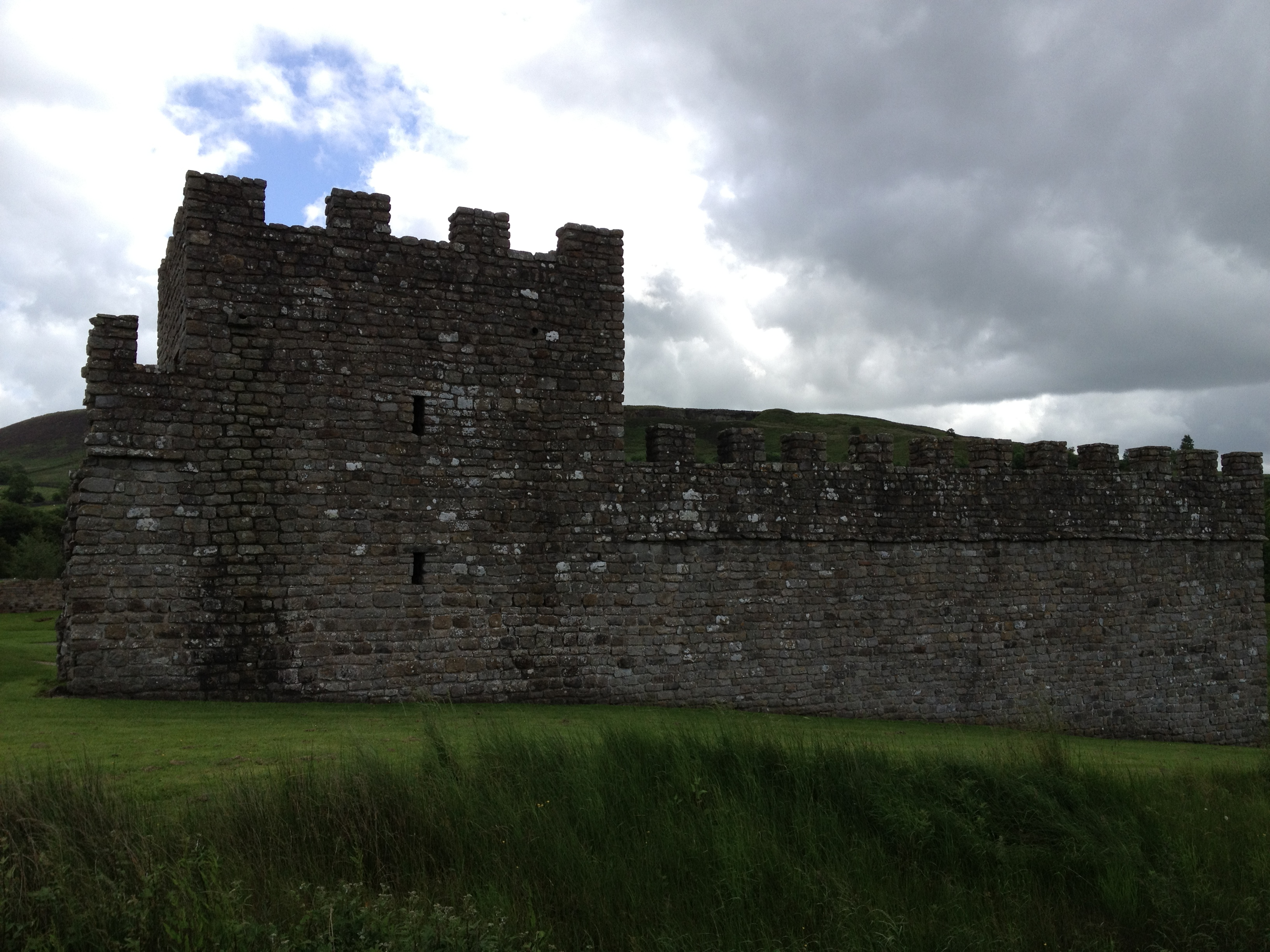
شمال: برج سنگی بازسازی شده در ویندولاندا
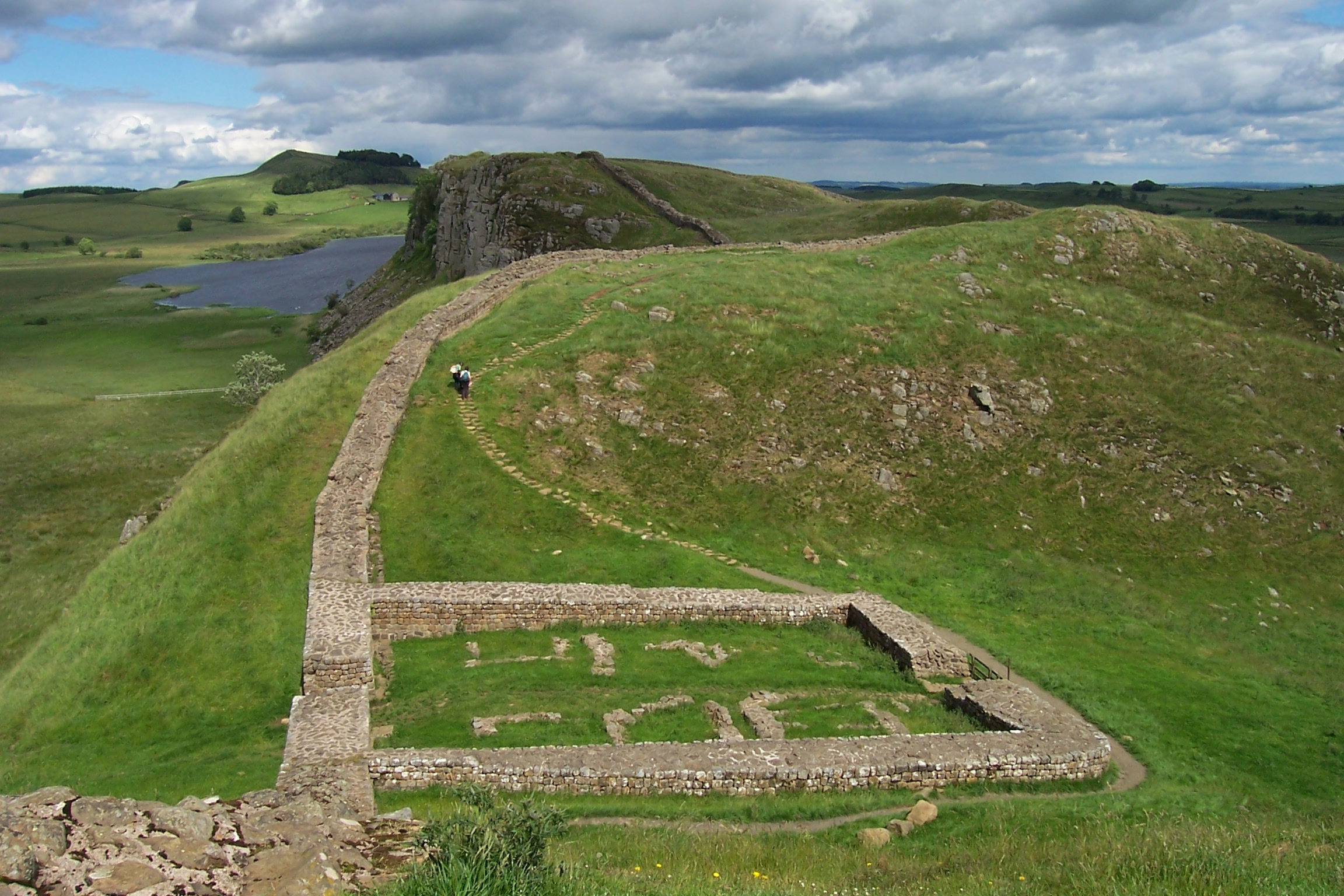
شمال: ویرانه های Milecastle 39 ( قلعه نیک ) در بخش میانی دیوار هادریان
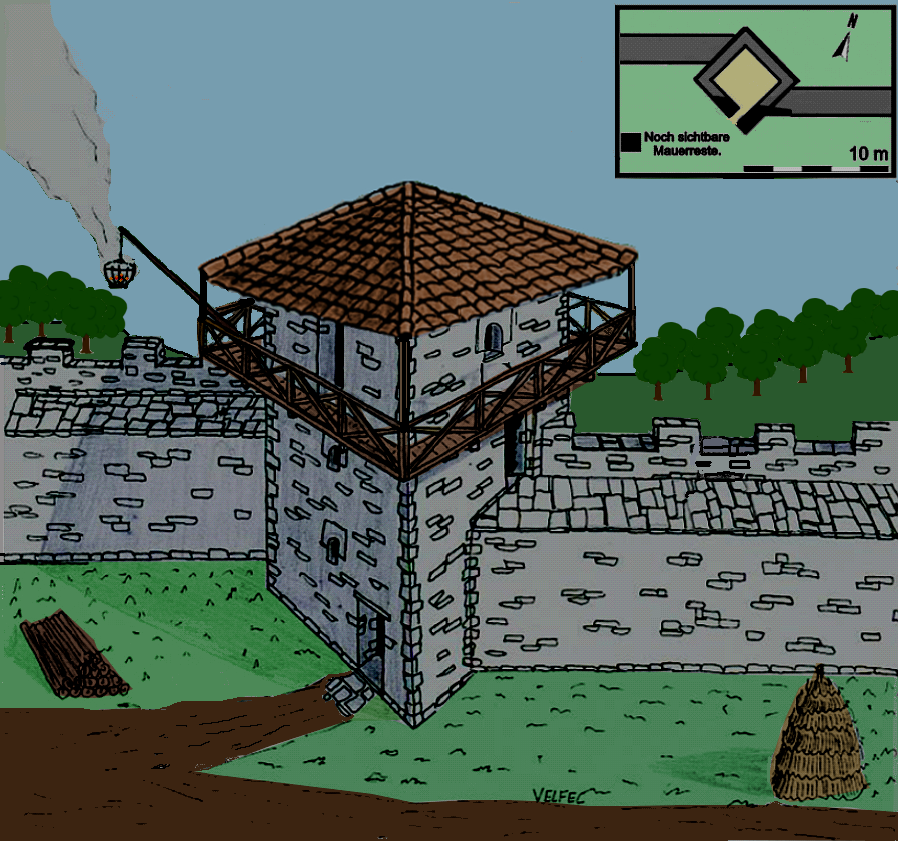
شمال: تصور هنرمند از برج سیگنال در پایک هیل ، چنان که ممکن است در قرن 2 ظاهر شود
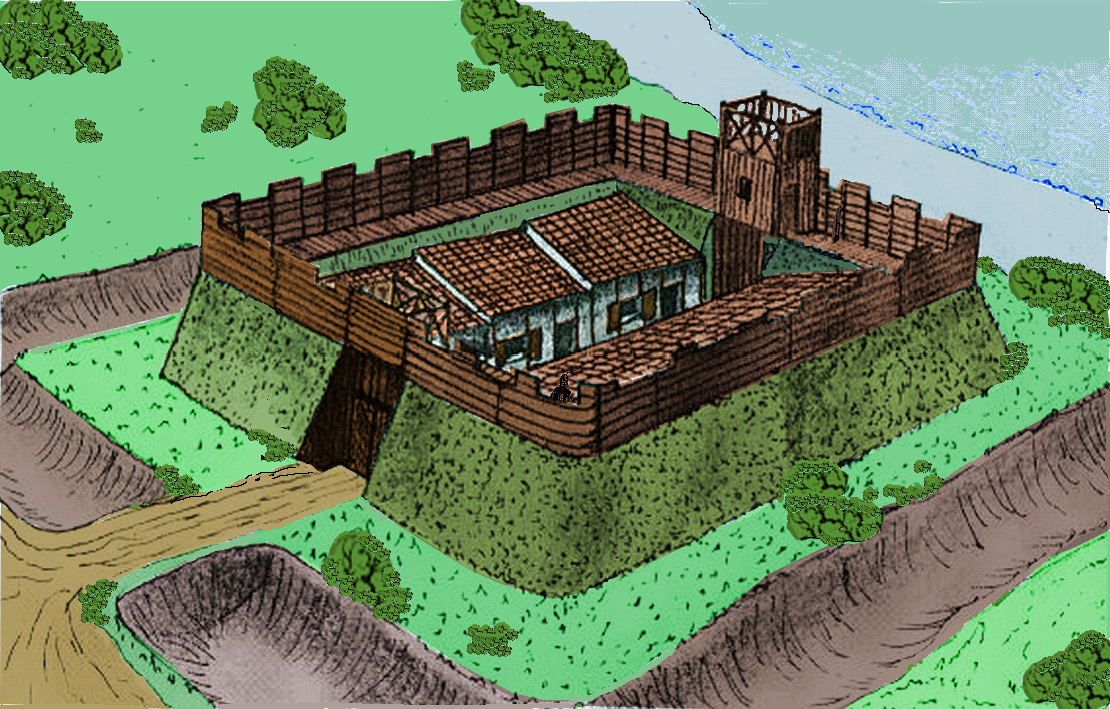
شمال: تصور هنرمند از Fort 21 ، Swarthy Hill ، در سواحل کامبریا ، قرن 2
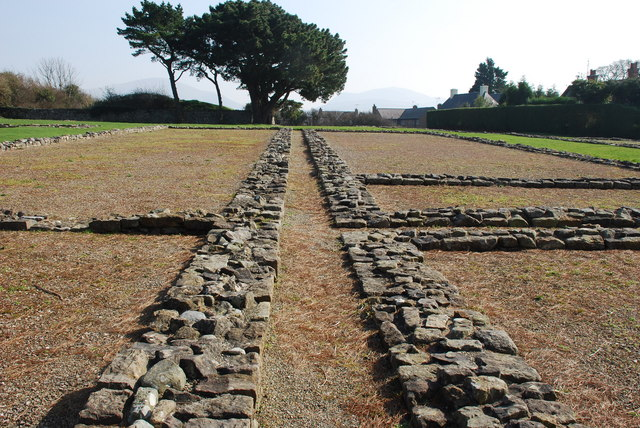
غرب: بقایای پادگان در قلعه Segontium
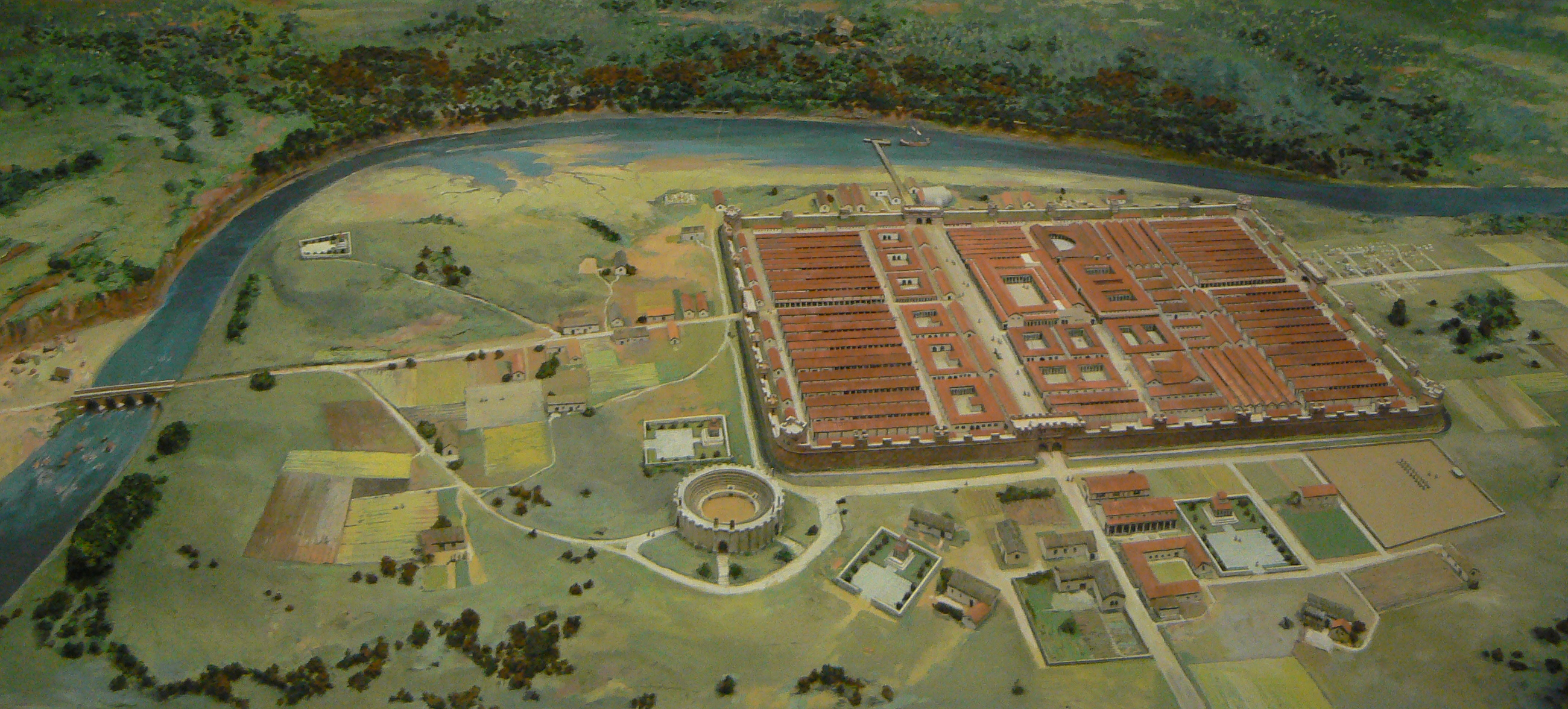
West: diorama of camp legion of Deva (موزه گروسونور ، چستر)
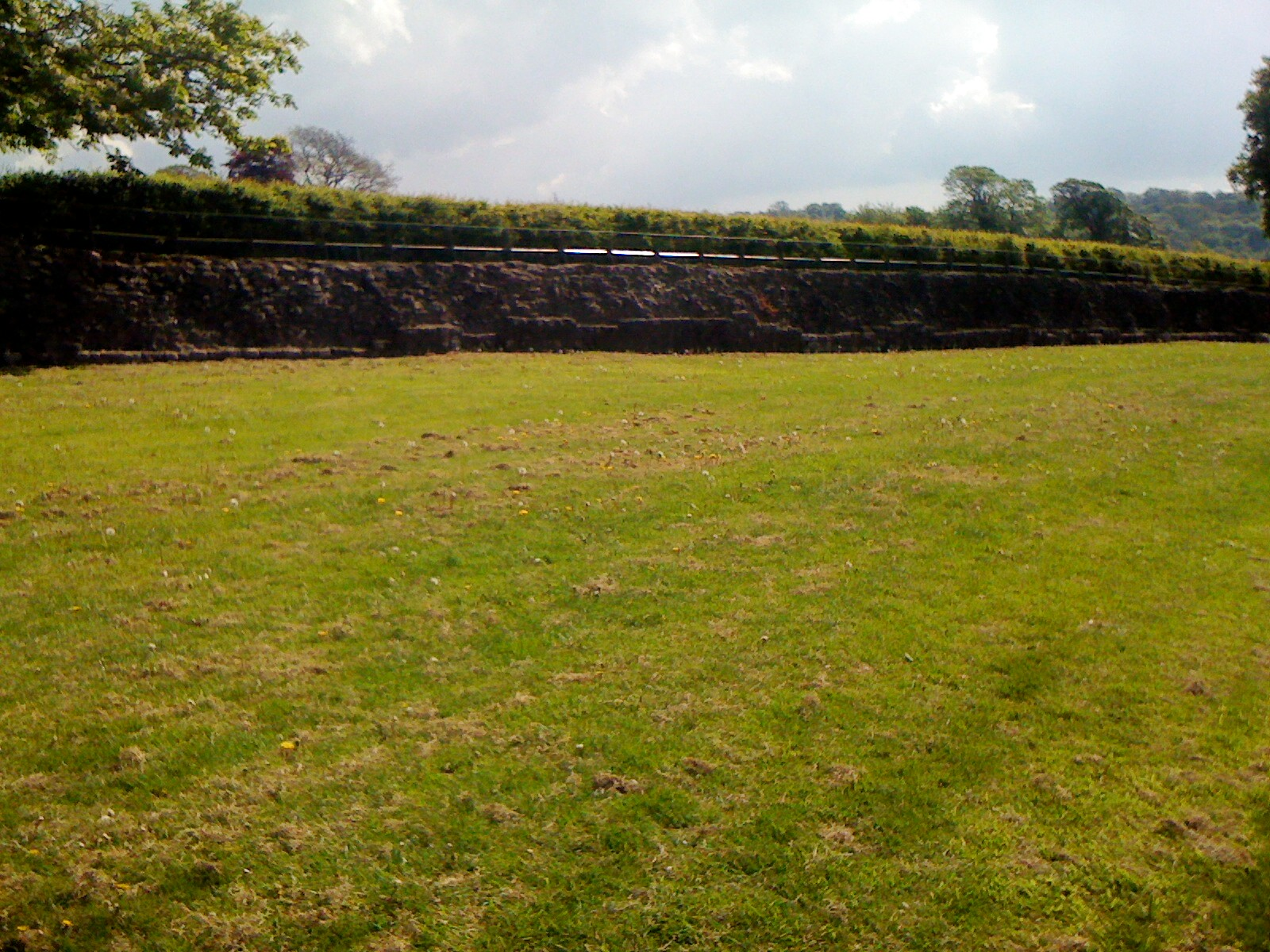
غرب: بقایای دیواری از اردوگاه لژیون ایسکا
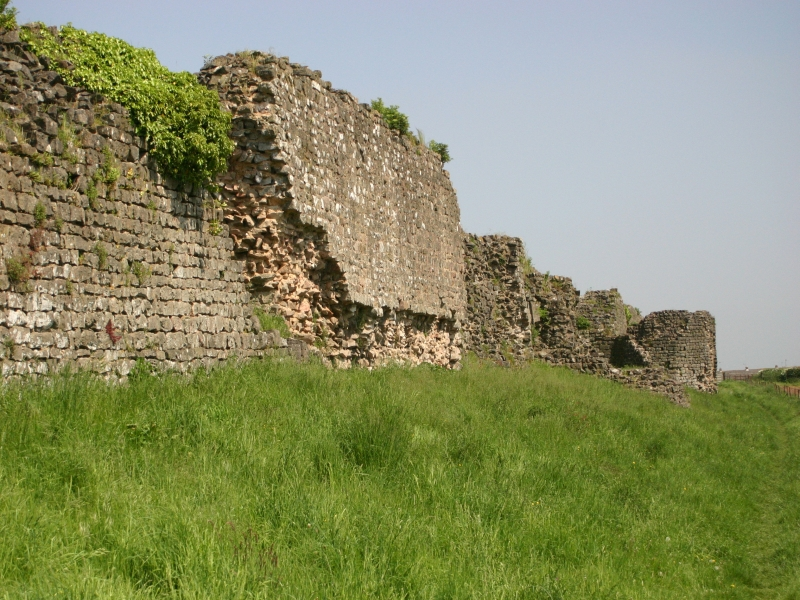
غرب: دیواره فقید رومی Caerwent
جنوب شرقی: تصور هنرمند از دروازه جنوبی كیستر-روی-دریا
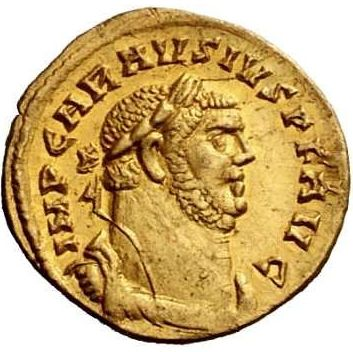
کارائوس
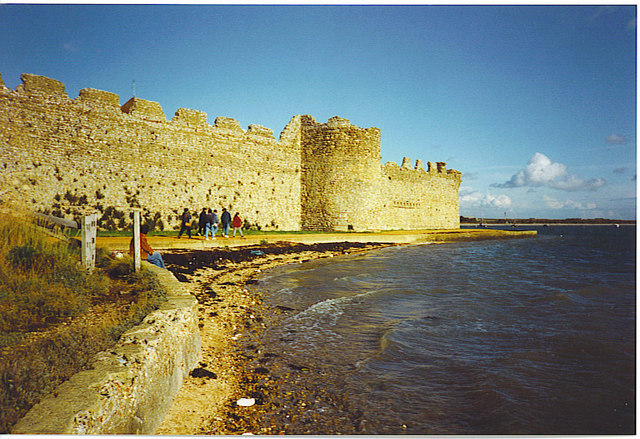
جنوب شرقی: نمای دیوار شرقی قلعه پورتوس آدورنی
جنوب شرقی: بخش دیواری قلعه ساحلی ساکسون آندریتوم